# Artesia (Kalifornia)
Artesia város az USA Kalifornia állam Los Angeles megyéjében. Lakosainak száma 16 395 fő (2020. április 1.).

## Népesség
A település népességének változása:

| 2010 | 16 522 |
| 2020 | 16 395 |